# Mimectatosia compacta
Mimectatosia compacta – gatunek chrząszcza z rodziny kózkowatych i podrodziny zgrzypikowych. Jedyny przedstawiciel rodzaju Mimectatosia.

## Zasięg występowania
Gatunek ten występuje w stanie Sikkim w płn.-wsch. Indiach.